# Liu Yung
 (septembre 2019).
Si vous disposez d'ouvrages ou d'articles de référence ou si vous connaissez des sites web de qualité traitant du thème abordé ici, merci de compléter l'article en donnant les références utiles à sa vérifiabilité et en les liant à la section « Notes et références ».
Liu Yung, aussi connu sous son nom cantonais Lau Wing ou comme Tony Liu, est un acteur hongkongais ayant joué dans environ 80 films, notamment au cours des années 1970.

## Biographie
Né en 1952, il commence sa carrière au sein des studios Golden Harvest où il ne reçoit que des rôles secondaires. Il accède à la célébrité en rejoignant la Shaw Brothers au cours du milieu des années 70 et devient une de ses principales stars masculines, s’illustrant notamment dans des wuxia. Après un hiatus d’une dizaine d’années à partir du milieu des années 1980 au cours duquel il joue pour la télévision, il reprend sa carrière cinématographique au milieu des années 1990.

## Filmographie parcellaire
- 1971 : The Big Boss : le fils du big boss
- 1972 : La Fureur du dragon : Tony
- 1973 : Opération Dragon : participant au tournoi (non crédité)
- 2016 : Naughty, Naughty
- 1976 : Emperor Chien Lung : l'empereur Chien Lung
- 1976 : Le Temple de Shaolin :  Ma Chao-hsing, un des futurs cinq maîtres de Shaolin
- 1977 : Pursuit of Vengeance
- 1978 : Clan of Amazons :  Lu Xiao-feng, un dilettante expert en arts martiaux et en jupons
- 1978 : The Brothers
- 1981 : Bloody Parrot
- 1982 : The Emperor and the Minister : l'empereur Chien Lung
- 1983 : The Lady Assassin
- 1984 : Secret Service of the Imperial Court
- 1996 : How to Meet the Lucky Stars
- 2001 : Visible Secret
- 2013 : The Wrath of Vajra
- 2016 : Mrs K (en)
- annoncé en 2019 : Sons of the Neon Night